# Francesco Mantica (1727–1802)
Francesco Mantica (ur. 14 września 1727 w Rzymie, zm. 13 kwietnia 1802 tamże) – włoski kardynał.

## Życiorys
Urodził się 14 września 1727 roku w Rzymie. Studiował w Rzymie, a następnie wstąpił do stanu duchownego i został kanonikiem bazyliki liberiańskiej, sprawozdawcą i dziekanem Kamery Apostolskiej. W 1785 roku został mianowany prefektem Kongregacji ds. Dróg, Mostów i Wodociągów. 23 kwietnia 1801 roku został kreowany kardynałem prezbiterem i otrzymał kościół tytularny Santa Prisca. Zmarł 13 kwietnia 1802 roku w Rzymie.